# Winthemia reliqua
Winthemia reliqua là một loài ruồi trong họ Tachinidae.